# نهائي كأس الاتحاد الإنجليزي 2024
نهائي كأس الاتحاد الإنجليزي 2024 (بالإنجليزية: FA Cup final 2024) هي المباراة الختامية لبطولة كأس الاتحاد الإنجليزي 2023–24، في النسخة 143 من مسابقة كأس الاتحاد الإنجليزي للبطولة الأقدم في تاريخ في كرة القدم. عرفت هذه البطولة بسبب رعاية شركة طيران الإمارات باسم كأس الإمارات لكرة القدم، لعبت المباراة في 25 مايو 2024 في ملعب ويمبلي في لندن، إنجلترا. لتحديد الفريق الفائز في مسابقة كأس الاتحاد الإنجليزي 2023–24. بين حامل اللقب مانشستر سيتي ومنافسه مانشستر يونايتد في تكرار لنهائي العام السابق. تعتبر هذه المرة الثانية التي يلتقي فيها الفريقان في النهائي، وأول نهائي لكأس الاتحاد الإنجليزي يضم نفس الفرق في مواسم متتالية منذ عام 1885. سيحصل الفريق الفائز على 2 مليون جنيه إسترليني وحق اللعب في مرحلة الدوري من مسابقة الدوري الأوروبي 2024–25، ,حق اللعب ضد الفائز في الدوري الإنجليزي الممتاز 2023–24 على كأس درع المجتمع الإنجليزي 2024. فيما يحصل الفريق الوصيف على جائزة قدرها مليون جنيه إسترليني من صندوق جوائز المسابقة. في نهاية الحدث توج نادي مانشستر يونايتد وليحقق لقبه الثالث عشر في كأس الاتحاد الإنجليزي، بفوزه على جاره اللدود والمرشح مانشستر سيتي بطل الدوري، ليثأر لخسارته نهائي العام الماضي، بتغلبه عليه بهدفين أحرزهما الأرجنتيني أليخاندو غارناتشو وكوبي ماينو، مقابل هدف واحد لسيتي أحرزه البلجيكي جيريمي دوكو. بصفته الفريق الفائز تأهل مانشستر يونايتد لمرحلة الدوري من الدوري الأوروبي 2024–25. بعدما كان خارج حسابات التأهل لإنهائه الدوري ثامناً في أسوأ ترتيب له منذ التسعينيات فترة دوري الإنجليزي للدرجة الأولى. يذكر أنه منذ وصول تين هاج إلى نادي مانشستر يونايتد في عام 2022 في الوقت الذي كان فيه فريق الشياطين الحمر بدون لقب لمدة خمس سنوات. وصل يونايتد إلى نهائي كأس رابطة الأندية الإنجليزية المحترفة ووضع لهذا الغياب بفوزه على نادي نيوكاسل يونايتد على ملعب ويمبلي. وبذلك أصبح تين هاج ثاني مدرب في تاريخ يونايتد يصل إلى النهائي في موسم ظهوره الأول. واتبعها في هذا الحدث بالفوز على نادي مانشستر سيتي في كأس الاتحاد الإنجليزي ويحرم بطل الدوري الإنجليزي من الثنائية.
تم تأكيد تعيين طاقم التحكيم من قبل الاتحاد الإنجليزي لكرة القدم في 08 مايو 2024 حيث يقود الطاقم الحكم أندرو مادلي الذي سابق له إدارة نهائيات كأس الاتحاد الإنجليزي في مسيرته. وينضم إليه الحكمان المساعدان هاري لينارد ونيك هوبتون والحكم الرابع سايمون هوبر وسيكون الحكم المساعد الاحتياطي تيم وود. في إدارة التحكيم التقني عن طريق الفيديو الحكم مايكل أوليفر، ويساعده كل من ستيوارت بيرت ودعم مساعد تقني الحكم بيتر بانكس.

## عن الفريقين
| الفريق          | التتويج | المشاركات السابقة في النهائيات (الخط الغليظ للأرقام يشير لسنة التتويج باللقب)                                                     |
| --------------- | ------- | --- |
| مانشستر سيتي    | 7       | 12 (1904، 1926، 1933، 1934، 1955، 1956، 1969، 1981، 2011، 2013، 2019، 2023)                                                       |
| مانشستر يونايتد | 12      | 21 (1909، 1948، 1957، 1958، 1963، 1976، 1977، 1979، 1983، 1985، 1990، 1994، 1995، 1996، 1999، 2004، 2005، 2007، 2016، 2018، 2023) |

## خلفية التاريخية

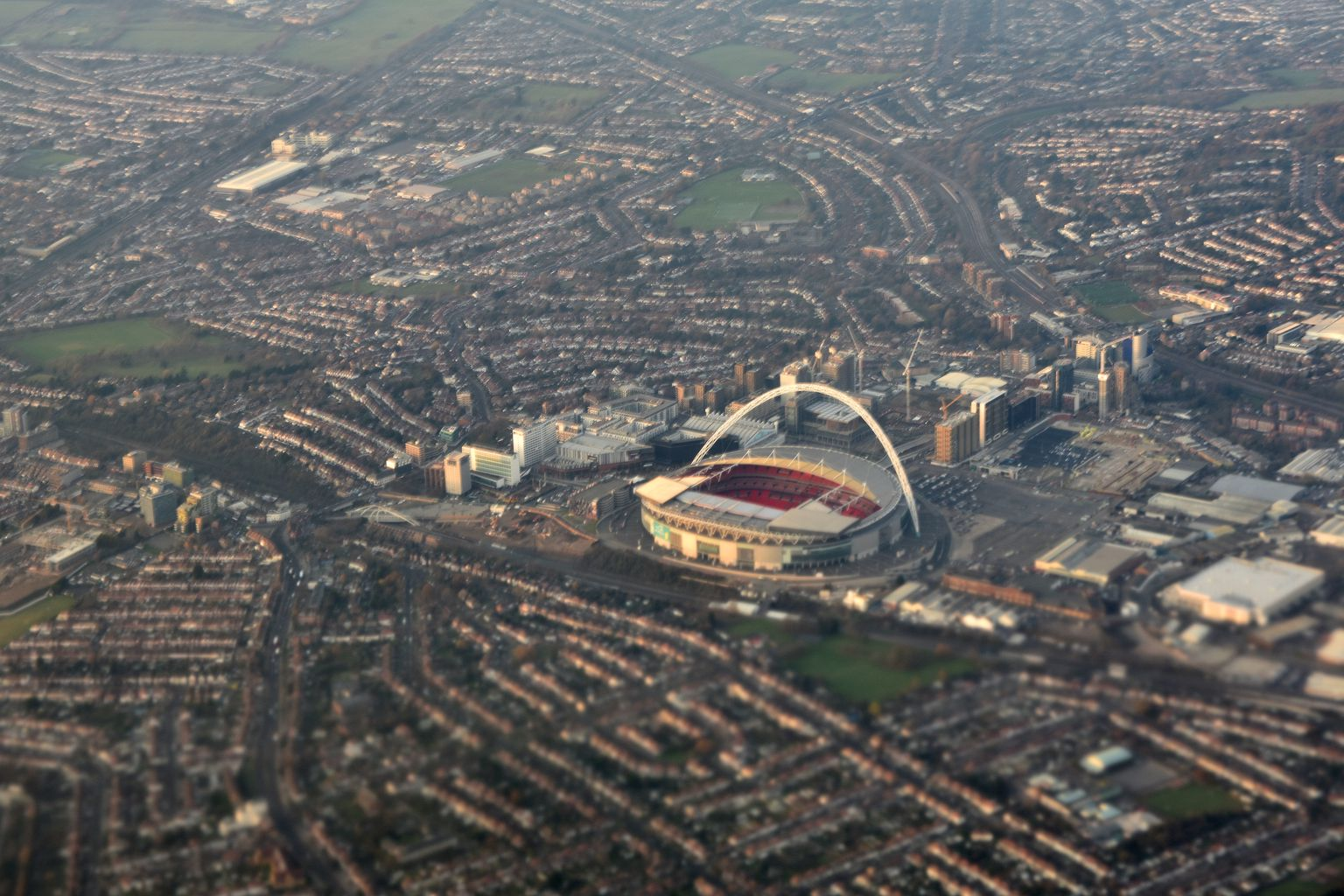
منظر لإستاد ويمبلي والمناطق المحيطة به

تعد بطولة كأس الاتحاد الإنجليزي لكرة القدم، أقدم مسابقة كرة قدم وطنية في العالم، حيث مر 152 عام على انطلاقتها عام 1871-72، لم تقام المسابقة خلال الحرب العالمية الأولى والثانية، باستثناء موسم 1914–15، عندما اكتملت، ولعب موسم 1939–40، لكن لم تكتمل المسابقة وتوقفت في جولات التصفيات، في البداية كان كأس الاتحاد الإنجليزي يشمل أيضًا الأندية الاسكتلندية والويلزية. فاز نادي كارديف سيتي الويلزي بالكأس عام 1927. ولم يفز أي فريق اسكتلندي بالبطولة، حيث وصل كوينز بارك إلى النهائي مرتين، تطورت لاحقاً لتصبح أكثر الألقاب شعبية للأندية الإنجليزية، في كل عام تتنافس فرق من جميع أنحاء إنجلترا لرفع الكأس التاريخية لأقدم مسابقة كرة قدم وطنية تحت قوس ملعب ويمبلي، قليل من الأحداث الرياضية يمكنها أن تضاهي هذه الحدث في نهائي كأس الاتحاد الإنجليزي لكرة القدم، ونسخة هذا العام لن تكون استثناءً. لطالما كان ملعب ويمبلي يقع في قلب كرة القدم الإنجليزية منذ عام 1923، عندما اتخذ اتحاد كرة القدم القرار بإقامة نهائي كأس الاتحاد الإنجليزي في 28 أبريل 1923 على ملعب ويمبلي، وهو أول حدث عام يقام في الملعب، بعدها استضاف ويمبلي جميع نهائيات كأس الاتحاد الإنجليزي باستثناء السنوات الانتقالية عندما كان ملعب ويمبلي الجديد قيد الإنشاء حيث ظل قائماً من عام 1923 حتى عام 2003. أصبح ملعب ويمبلي الجديد الذي تم الانتهاء من أعماله وتسليمه إلى الاتحاد الإنجليزي في 09 مارس 2007 على موقع ملعب ويمبلي الأصلي، المكان الدائم للمباراة النهائية منذ نهائي كأس الاتحاد الإنجليزي 2007.

## الفرق المتأهلة

### مانشستر سيتي
دخل مانشستر سيتي البطولة من الدور الثالث كفريق من الدوري الإنجليزي الممتاز. استهل طريقه إلى نهائي بدأ بالفوز على نادي هدرسفيلد تاون على ملعب الاتحاد بنتيجة خمسة أهداف بلا مقابل. ثم تغلب على نادي توتنهام هوتسبر خارج الأرض في الجولة الرابعة بفوز بهدف وحيد أحرزه المدافع الهولندي ناثان أكي، في الجولة الخامسة واجه نادي لوتون تاون خارج أرضهم وتغلب عليه بنتيجة ستة أهدف مقابل هدفين على ملعب كينيلورث رود، في مباراة ربع النهائي استضاف مانشستر سيتي نادي نيوكاسل يونايتد على ملعب الاتحاد وحقق الفوز بنتيجة هدفين لينتقل إلى الدور نصف النهائي. بلوغ نادي مانشستر سيتي نهائي مسابقة كأس الاتحاد الإنجليزي لكرة القدم إثر فوزه على نادي تشلسي يوم السبت 20 أبريل 2024 على ملعب ويمبلي في لندن في نصف النهائي بهدف وحيد احرزه البرتغالي برناردو سيلفا في الدقائق الأخيرة من المباراة.

### مانشستر يونايتد
دخل مانشستر يونايتد أيضًا البطولة في الجولة الثالثة كفريق من الدوري الإنجليزي الممتاز، بدأ مشواره بالفوز خارج أرضه على نادي ويغان أثليتيك بنتيجة هدفين بلا مقابل للفريق المضيف، اتبعه بتسجيل فوزًا خارج أرضه على نادي نيوبورت كاونتي في الجولة الخامسة بنتجية أربعة أهداف مقابل هدفين، ثم واحه نادي مانشستر يونايتد نادي نوتنغهام فورست على ملعب سيتي غراوند وتغلب عليه بنتيجة هدف وحيد عن طريق اللاعب البرازيلي كاسيميرو.
في الدور ربع النهائي واجه نادي مانشستر يونايتد منافسه نادي ليفربول على ملعب أولد ترافورد، نجح فريق مانشستر يونايتد في خطف بطاقة التأهل إلى نصف نهائي كأس الاتحاد الإنجليزي بهدف أماد ديالو في الوقت الإضافي. ليبقى مانشستر يونايتد آماله في الفوز بالبطولات لهذا الموسم وينهي سعي نادي ليفربول للفوز برابع ألقابه في كأس الاتحاد الإنجليزي. في مباراة نصف النهائي الذي أقيم على ملعب ويمبلي، تغلب نادي مانشستر يونايتد على نادي كوفنتري سيتي من دوري الدرجة الأولى بنتيجة أربعة أهداف مقابل هدفين من ركلات الترجيح بعد التعادل في النتيجة بإحراز ثلاثة أهداف لكل فريق، قادت ركلات الترجيح فريق مانشستر يونايتد إلى بلوغ المباراة النهائية لبطولة كأس الاتحاد الإنجليزي لكرة القدم.

## الطريق إلى النهائي
| مانشستر سيتي                                            | مانشستر سيتي | ضد             | مانشستر يونايتد     | مانشستر يونايتد       |
| الخصم                                                   | النتيجة      | مراحل المسابقة | الخصم               | النتيجة               |
| ------------------------------------------------------- | ------------ | -------------- | ------------------- | --------------------- |
| هدرسفيلد تاون (د)                                       | 5–0          | الجولة الثالثة | ويغان أتلتيك (خ)    | 2–0                   |
| توتنهام هوتسبير (خ)                                     | 1–0          | الجولة الرابعة | نيوبورت كونتي (خ)   | 4–2                   |
| لوتون تاون (خ)                                          | 6–2          | الجولة الخامسة | نوتينغهام فورست (خ) | 1–0                   |
| نيوكاسل يونايتد (د)                                     | 2–0          | ربع النهائي    | ليفربول             | 4–3                   |
| تشيلسي (م)                                              | 1–0          | نصف النهائي    | كوفنتري سيتي (م)    | 3–3 (ب.و.إ.) (4–2 ج.) |
| (د) = داخل الديار ; (خ) = خارج الديار; (م) = ملعب محايد |              |                |                     |                       |

### ما قبل المباراة
أكد اتحاد كرة القدم أن نهائي 2024 يبدأ في تمام الساعة 15:00، كما تم إجراءاه مع نهائي كأس الاتحاد الإنجليزي السابق وفقًا لما اتفقت عليه شرطة العاصمة.

## المباراة

### تفاصيل المباراة
انطلقت المباراة عند الساعة 15:00 أمام 84814 مشجعا. بدء ماركوس راشفورد بهجمة على المرمى على الفور، لكن كايل ووكر تمكن من التغلب على مهاجم يونايتد، رد نادي السيتي مباشرة بهجمة في الطرف الآخر، حيث قام ليساندرو مارتينيز بدفع إيرلينغ هالاند في منطقة الجزاء وطالب السيتي بركلة جزاء لكن الحكم لم يرى في أي خطأ في النهاية. بعد ست دقائق مرر برونو فرنانديز الكرة إلى أليخاندرو جارناتشو على الجانب الأيمن من منطقة الجزاء، قبل أن يسددها مباشرة في اتجاه الحارس ستيفان أورتيغا، في الدقيقة 30 افتتح غارناتشو التسجيل لصالح مانشيستر يونايتد بعد خطأ في الدفاع حيث بدا أن يوشكو جفارديول يسدد برأسه تمريرة عميقة من ديوجو دالوت تعود إلى أورتيغا الذي خرج من خط المرمى بعيدًا للغاية، مما مكن مهاجم يونايتد من تمريرها في شبكة فارغة. وضع يونايتد الكرة في الشباك مرة أخرى عندما مرر غارناتشو الكرة إلى راشفورد، الذي سدد الكرة في القائم الخلفي، لكن الحكم المساعد رفع الراية، في الدقيقة 39 مرر راشفورد كرة فوق العارضة إلى غارناتشو على الجهة اليمنى، الذي مرر إلى فرنانديز في الوسط، ولعب قائد يونايتد تمريرة إلى كوبي ماينو الذي انطلق داخل منطقة الجزاء ليضاعف تقدم يونايتد.
وفي الدقيقة 55 لعب البديل جيريمي دوكو تمريرة داخل منطقة الجزاء سقطت الكرة أمام هالاند الذي ارتطمت الكرة بالعارضة. واصل السيتي ضغطه، حيث تصدى أندريه أونانا لتسديدة ووكر من خارج منطقة الجزاء. اقترب السيتي من التسجيل مرة أخرى، حيث سدد البديل جوليان ألفاريز محاولته بعيدًا عن المرمى بعد انفراد ضد أونانا، قبل ثلاث دقائق من نهاية المباراة استلم دوكو الكرة من الجانب الأيسر وحولها إلى يمينه قبل أن يسدد باتجاه الزاوية السفلية من خارج منطقة الجزاء مباشرة في الزاوية اليسرى السفلية للشبكة ليقلص الفارق ومع ذلك، صمد يونايتد بعد سبع دقائق من الوقت المحتسب بدل الضائع وانتهت المباراة لصالحه بنتيجة 2-1.
| مانشستر سيتي                           | 1 - 2 | مانشستر يونايتد                                                    |
| -------------------------------------- | ----- | ------------------------------------------------------------------ |
| جيريمي دوكو 87' · جوليان ألفاريز 7+90' |       | 30' أليخاندرو غارناتشو · 45' 39' كوبي ماينو · 90+5' سكوت ماكتوميني |

| مانشستر سيتي | مانشستر يونايتد |

|               |    | تشكيلة الفريق:  |           |
| GK            | 18 | ستيفان أورتيغا  |           |
| RB            | 2  | كايل ووكر (ق)   |           |
| CB            | 5  | جون ستونز       |           |
| CB            | 6  | ناثان أكي       | 46'       |
| LB            | 24 | جوسكو جفارديول  |           |
| CM            | 16 | رودري           |           |
| CM            | 8  | ماتيو كوفاتشيتش | 46'       |
| RW            | 20 | برناردو سيلفا   |           |
| AM            | 17 | كيفن دي بروين   | 56'       |
| MF            | 47 | فيل فودين       |           |
| CF            | 9  | آرلينغ هالاند   |           |
| البدلاء:      |    |                 |           |
| GK            | 33 | سكوت كارسون     |           |
| CB            | 3  | روبن دياز       |           |
| CB            | 25 | مانويل أكانجي   | 46'       |
| DF            | 82 | ريكو لويس       |           |
| LW            | 10 | جاك غريليش      |           |
| LW            | 11 | جيريمي دوكو     | 46'       |
| MF            | 27 | ماتيوس نونيز    |           |
| MF            | 52 | أوسكار بوب      |           |
| FW            | 19 | جوليان ألفاريز  | 56' 90+7' |
| المدرب:       |    |                 |           |
| بيب غوارديولا |    |                 |           |

|              |    | تشكيلة الفريق:      |       |       |
| GK           | 24 | أندريه أونانا       |       |       |
| RB           | 29 | آرون وان بيساكا     |       |       |
| CB           | 19 | رافاييل فاران       |       |       |
| CB           | 6  | ليساندرو مارتينيز   | 73'   |       |
| LB           | 20 | ديوغو دالوت         |       |       |
| DM           | 37 | كوبي ماينو          |       | 45'   |
| DM           | 4  | سفيان أمرابط        |       |       |
| RW           | 17 | أليخاندرو غارناتشو  | 90+3' |       |
| LW           | 10 | ماركوس راشفورد      | 74'   |       |
| CF           | 39 | سكوت ماكتوميني      | 90+3' | 90+5' |
| CF           | 8  | برونو فيرنانديز (ق) |       |       |
| البدلاء:     |    |                     |       |       |
| GK           | 1  | ألتاي بايندير       |       |       |
| CB           | 2  | فيكتور ليندلوف      | 90+3' |       |
| DF           | 35 | جوني إيفانز         | 73'   |       |
| DF           | 53 | ويلي كامبوالا       |       |       |
| MF           | 7  | ماسون ماونت         | 90+3' |       |
| MF           | 14 | كريستيان إريكسن     |       |       |
| MF           | 16 | أماد ديالو          |       |       |
| FW           | 11 | راسموس هويلوند      | 74'   |       |
| FW           | 21 | أنتوني              |       |       |
| المدرب:      |    |                     |       |       |
| إيرك تين هاغ |    |                     |       |       |